# Théo Malget
Théo Malget, né le 2 mars 1961 à Wiltz au Luxembourg, est un footballeur international luxembourgeois, qui évoluait au poste de milieu de terrain.
Son fils, Kevin Malget, est un footballeur professionnel.

## Biographie

### Carrière en club
Théo Malget commence sa carrière au FC Wiltz, où il reste quatre saisons. Puis il rejoint l'Avenir Beggen, où il gagne un championnat et une coupe. Avec ce club, il dispute deux matchs en Ligue des champions, contre l'Austria Vienne en 1986, et deux matchs en Coupe de l'UEFA,, contre le PSV Eindhoven en 1985. 
Il signe ensuite une saison en Allemagne, au sein du FC Birkenfeld. Puis, il revient jouer dans le championnat luxembourgeois, au FC Wiltz. Il termine sa carrière en 1995. 

### Carrière internationale
Théo Malget compte 47 sélections et 3 buts avec l'équipe du Luxembourg entre 1982 et 1993. 
Il est convoqué pour la première fois en équipe du Luxembourg par le sélectionneur national Louis Pilot, pour un match amical contre la France le 27 avril 1982. Lors de ce match, Théo Malget entre à la 71e minute de la rencontre, à la place de Nico Wagner. Le match se solde par une défaite 1-0 des Luxembourgeois. 
Le 17 avril 1983, il inscrit son premier but en sélection contre la Hongrie, lors d'un match des éliminatoires de l'Euro 1984 (défaite 6-2). Il inscrit son deuxième but le 15 novembre 1989 contre la Suisse, lors d'un match des éliminatoires de la Coupe du monde 1990 (défaite 2-1). Son dernier but est inscrit le 28 mars 1990 face à l'Islande, lors d'un match amical (défaite 2-1).
Il reçoit sa dernière sélection le 27 octobre 1993 contre la Hongrie, lors d'un match des éliminatoires de la Coupe du monde 1994. Le match se solde par une défaite 1-0 des Luxembourgeois. 

### Scandales et prison
En janvier 2013, il est condamné en appel à cinq ans de prison, dont trois avec sursis pour recel, escroquerie et falsification.

## Palmarès
- Avec l'Avenir Beggen
  - Champion du Luxembourg en 1986
  - Vainqueur de la Coupe du Luxembourg en 1987